# &Burn
«&Burn» es una versión extendida del sencillo «Watch» de Billie Eilish en colaboración con Vince Staples. Se lanzó el 17 de diciembre de 2017, a través de Interscope Records y Darkroom Records, como parte de la promoción de su EP debut Don't Smile at Me (2017). La pista fue escrita por Staples junto a  Finneas O'Connell.

## Antecedentes
En una declaración hecha por Eilish a The Fader a través de correo electrónico, ella escribió: «Vince Staples fue mi elección número uno, así que cuando logramos que lo escuchara y aceptó hacerlo, fue increíble y el verso que hizo es tan bueno. Cuando Eilish y su hermano Finneas O'Connell estaban grabando la canción, estaba bajo el título de «Watch & Burn». La pista más tarde se convirtió en dos canciones separadas, una es «Watch» (2017) y la otra es «& Burn».
La pista fue escrita por Staples y O'Connell, el último de los cuales la produjo exclusivamente. La masterización y la mezcla estuvieron a cargo del personal del estudio John Greenham y Rob Kinelski , respectivamente.  Se lanzó como sencillo el 15 de diciembre de 2017 para descarga digital y transmisión en varios países, a través de Darkroom e Interscope Records. La canción se incluyó más tarde en la reedición de diciembre de 2019 del EP debut de Eilish Don't Smile at Me . 

## Recepción comercial
La pista alcanzó la certificación de platino en Australia en 2019. El 4 de abril de 2019, la pista consiguió la certificación de oro en Canadá por la venta de 40.000 ejemplares.

## Certificaciones
| País (organismo certificador) | Certificación | Unidades certificadas |
| ----------------------------- | ------------- | --------------------- |
| Australia (ARIA)              | Oro           | 35 000                |
| Estados Unidos (RIAA)         | Oro           | 500 000               |